# شیوند (بم)
شیوند، روستایی از توابع بخش مرکزی شهرستان بم در استان کرمان، ایران است.

## جمعیت
این روستا در دهستان حومه قرار دارد و براساس سرشماری مرکز آمار ایران در سال ۱۳۹۵، جمعیت آن ۲۴ نفر (۸ خانوار) بوده‌است.